# Liste des circonscriptions législatives de la Loire-Atlantique
Le département français de la Loire-Atlantique est, sous la Cinquième République, constitué de huit circonscriptions législatives de 1958 à 1986, puis de dix circonscriptions depuis le redécoupage de 1986, ce nombre étant maintenu lors du redécoupage de 2010, entré en application à compter des élections législatives de 2012. Leurs limites ont été redéfinies à cette occasion.

## Présentation
Par ordonnance du 13 octobre 1958 relative à l'élection des députés à l'Assemblée nationale, le département de la Loire-Atlantique est d'abord constitué de huit circonscriptions électorales. 
Lors des élections législatives de 1986 qui se sont déroulées selon un mode de scrutin proportionnel à un seul tour par listes départementales, le nombre de sièges de la Loire-Atlantique a été porté de huit à dix.
Le retour à un mode de scrutin uninominal majoritaire à deux tours en vue des élections législatives suivantes, a maintenu ce nombre de dix sièges,, selon un nouveau découpage électoral.
Le redécoupage des circonscriptions législatives réalisé en 2010 et entrant en application à compter des élections législatives de juin 2012, n'a pas modifié le nombre des circonscriptions de la Loire-Atlantique, mais en a redéfini la répartition et les contours.

## Composition des circonscriptions

### Composition des circonscriptions de 1919 à 1928
De 1919 à 1928, le département de la Loire-Atlantique comprend deux circonscriptions dans lesquelles sont élus plusieurs députés. Elles regroupent les cantons suivants :
- 1re circonscription : Bouaye, Le Croisic, Guérande, Nantes-I, Nantes-II, Nantes-III, Nantes-IV, Nantes-V, Nantes-VI, Nantes-VII, Saint-Étienne-de-Montluc, Saint-Nazaire, Savenay, Vertou.
- 2e circonscription : Aigrefeuille, Ancenis, Blain, Bourgneuf-en-Retz, Carquefou, La Chapelle-sur-Erdre, Châteaubriant, Clisson, Derval, Guémené-Penfao, Herbignac, Legé, Ligné, Le Loroux-Bottereau, Machecoul, Moisdon-la-Rivière, Nort-sur-Erdre, Nozay, Paimbœuf, Le Pellerin, Pontchâteau, Pornic, Riaillé, Rougé, Saint-Gildas-des-Bois, Saint-Julien-de-Vouvantes, Saint-Mars-la-Jaille, Saint-Nicolas-de-Redon, Saint-Père-en-Retz, Saint-Philbert-de-Grand-Lieu, Vallet, Varades.

|      | 1re circ. | 2e circ. |
| ---- | --------- | -------- |
| 1919 | 4         | 5        |
| 1924 | 5         | 4        |

### Composition des circonscriptions de 1928 à 1936
De 1928 à 1936, le département de la Loire-Atlantique comprend neuf circonscriptions regroupant les cantons suivants :
- Ancenis : Ancenis, Ligné, Riaillé, Saint-Mars-la-Jaille, Varades.
- Châteaubriant : Châteaubriant, Derval, Moisdon-la-Rivière, Nort-sur-Erdre, Nozay, Rougé, Saint-Julien-de-Vouvantes.
- Nantes-1 : Nantes-I, Nantes-II, Nantes-III.
- Nantes-2 : Nantes-V, Nantes-VI, Nantes-VII.
- Nantes-3 : Bouaye, Nantes-IV, Vertou.
- Nantes-4 : Aigrefeuille, Carquefou, La Chapelle-sur-Erdre, Clisson, Legé, Le Loroux-Bottereau, Machecoul, Saint-Philbert-de-Grand-Lieu, Vallet.
- Paimbœuf : Bourgneuf-en-Retz, Paimbœuf, Le Pellerin, Pornic, Saint-Père-en-Retz.
- Saint-Nazaire-1 : Blain, Saint-Étienne-de-Montluc, Saint-Nazaire, Savenay.
- Saint-Nazaire-2 : Le Croisic, Guémené-Penfao, Guérande, Herbignac, Pontchâteau, Saint-Gildas-des-Bois, Saint-Nicolas-de-Redon.

### Composition des circonscriptions de 1936 à 1940
De 1936 à 1940, le département de la Loire-Atlantique comprend neuf circonscriptions regroupant les cantons suivants :
- Ancenis : Ancenis, Ligné, Riaillé, Saint-Mars-la-Jaille, Varades.
- Châteaubriant : Châteaubriant, Derval, Moisdon-la-Rivière, Nort-sur-Erdre, Nozay, Rougé, Saint-Julien-de-Vouvantes.
- Nantes-1 : Nantes-I, Nantes-II, Nantes-III.
- Nantes-2 : Nantes-V, Nantes-VI, Nantes-VII.
- Nantes-3 : Bouaye, Nantes-IV, Vertou.
- Nantes-4 : Aigrefeuille, Carquefou, La Chapelle-sur-Erdre, Clisson, Legé, Le Loroux-Bottereau, Saint-Philbert-de-Grand-Lieu, Vallet.
- Paimbœuf : Bourgneuf-en-Retz, Machecoul, Paimbœuf, Le Pellerin, Pornic, Saint-Père-en-Retz.
- Saint-Nazaire-1 : Blain, Saint-Étienne-de-Montluc, Saint-Nazaire, Savenay.
- Saint-Nazaire-2 : Le Croisic, Guémené-Penfao, Guérande, Herbignac, Pontchâteau, Saint-Gildas-des-Bois, Saint-Nicolas-de-Redon.

Un seul changement est à noter : le canton de Machecoul passe de la quatrième circonscription de Nantes à celle de Paimbœuf.

### Composition des circonscriptions de 1958 à 1986
À compter de 1958, le département de la Loire-Atlantique comprend huit circonscriptions regroupant les cantons suivants :
- 1re circonscription : Nantes-1, Nantes-2, Nantes-3.
- 2e circonscription : Nantes-5, Nantes-6, Nantes-7.
- 3e circonscription : Bouaye, Nantes-4, Vertou.
- 4e circonscription : Ancenis, Carquefou, La Chapelle-sur-Erdre, Clisson, Ligné, Le Loroux-Bottereau, Nort-sur-Erdre, Riaillé, Vallet, Varades.
- 5e circonscription : Blain, Châteaubriant, Derval, Guémené-Penfao, Moisdon-la-Rivière, Nozay, Rougé, Saint-Julien-de-Vouvantes, Saint-Mars-la-Jaille.
- 6e circonscription : Saint-Étienne-de-Montluc, Saint-Nazaire, Savenay.
- 7e circonscription : Le Croisic, Guérande, Herbignac, Pontchâteau, Saint-Gildas-des-Bois, Saint-Nicolas-de-Redon.
- 8e circonscription : Aigrefeuille-sur-Maine, Bourgneuf-en-Retz, Legé, Machecoul, Paimbœuf, Le Pellerin, Pornic, Saint-Père-en-Retz, Saint-Philbert-de-Grand-Lieu.

### Composition des circonscriptions de 1988 à 2012
À compter du découpage de 1986, le département de la Loire-Atlantique comprend dix circonscriptions regroupant les cantons suivants :
- 1re circonscription : Nantes-I, Nantes-VI, Nantes-VII, Orvault.
- 2e circonscription : Nantes-II, Nantes-III, Nantes-IV, Nantes-IX.
- 3e circonscription : Nantes-V, Nantes-XI, Saint-Étienne-de-Montluc, Saint-Herblain-Est, Saint-Herblain-Ouest-Indre.
- 4e circonscription : Bouaye, Nantes-X, Rezé.
- 5e circonscription : Ancenis, Carquefou, La Chapelle-sur-Erdre, Ligné, Nantes-VIII, Riaillé, Saint-Mars-la-Jaille, Varades.
- 6e circonscription : Blain, Châteaubriant, Derval, Guémené-Penfao, Moisdon-la-Rivière, Nort-sur-Erdre, Nozay, Rougé, Saint-Julien-de-Vouvantes.
- 7e circonscription : La Baule-Escoublac, Le Croisic, Guérande, Herbignac, Pontchâteau, Saint-Gildas-des-Bois, Saint-Nicolas-de-Redon.
- 8e circonscription : Montoir-de-Bretagne, Saint-Nazaire-Centre, Saint-Nazaire-Est, Saint-Nazaire-Ouest, Savenay.
- 9e circonscription : Bourgneuf-en-Retz, Legé, Machecoul, Paimbœuf, Le Pellerin, Pornic, Saint-Père-en-Retz, Saint-Philbert-de-Grand-Lieu.
- 10e circonscription : Aigrefeuille-sur-Maine, Clisson, Le Loroux-Bottereau, Vallet, Vertou, Vertou-Vignoble.

### Composition des circonscriptions à compter de 2012
Depuis le nouveau découpage électoral, le département comprend dix circonscriptions regroupant les cantons suivants :
- 1re circonscription : Nantes-I, Nantes-VI, Nantes-VII, Orvault, Sautron.
- 2e circonscription : Nantes-II, Nantes-III, Nantes-IV, Nantes-IX.
- 3e circonscription : Nantes-V, Nantes-XI, Saint-Étienne-de-Montluc, Saint-Herblain-Est, Saint-Herblain-Ouest-Indre.
- 4e circonscription : Bouaye (- Rezé sud), Nantes-X, Rezé (nord - Bouguenais).
- 5e circonscription : Carquefou, La Chapelle-sur-Erdre, Ligné, Nantes-VIII, Nort-sur-Erdre
- 6e circonscription : Ancenis, Blain, Châteaubriant, Derval, Guémené-Penfao, Moisdon-la-Rivière, Nozay, Riaillé, Rougé, Saint-Julien-de-Vouvantes, Saint-Mars-la-Jaille, Saint-Nicolas-de-Redon, Varades
- 7e circonscription : La Baule-Escoublac, Le Croisic, Guérande, Herbignac, Pontchâteau, Saint-Gildas-des-Bois
- 8e circonscription : Montoir-de-Bretagne, Saint-Nazaire-Centre, Saint-Nazaire-Est, Saint-Nazaire-Ouest, Savenay.
- 9e circonscription : Bourgneuf-en-Retz, Legé, Machecoul, Paimbœuf, Le Pellerin, Pornic, Saint-Père-en-Retz, Saint-Philbert-de-Grand-Lieu.
- 10e circonscription : Aigrefeuille-sur-Maine, Clisson, Le Loroux-Bottereau, Vallet, Vertou, Vertou-Vignoble.

À la suite du redécoupage des cantons de 2014, les circonscriptions législatives ne sont plus composées de cantons entiers mais continuent à être définies selon les limites cantonales en vigueur en 2010. Les circonscriptions sont ainsi composées des cantons actuels suivants :
- 1re circonscription : cantons de Nantes-1 (nord du centre-ville de Nantes et secteur des campus), Nantes-4 (partie du centre-ville), Nantes-5 (partie du quartier Breil-Barberie) et Nantes-6, communes d'Orvault et Sautron
- 2e circonscription : cantons de Nantes-1 (quartier Hauts-Pavés-Saint-Félix sauf partie du secteur des campus), Nantes-2 (partie sud du quartier Doulon-Bottière), Nantes-3 (sauf Nantes-Sud), Nantes-4 (quartier Canclaux, partie du centre-ville, Sainte-Anne et Chantenay), Nantes-5 (quartier Zola) et Nantes-7 (partie nord du quartier Doulon-Bottière)
- 3e circonscription : cantons de Nantes-4 (partie des quartiers Bellevue, Chantenay et Sainte-Anne), Nantes-5 (sauf partie des quartiers Breil-Barberie et quartier Zola), Saint-Herblain-1 (sauf commune de Sautron) et Saint-Herblain-2 (sauf commune d'Orvault), communes de Cordemais, Le Temple-de-Bretagne, Saint-Etienne-de-Montluc et Vigneux-de-Bretagne
- 4e circonscription : cantons de Nantes-3 (Nantes-Sud), Rezé-1 et Rezé-2, communes de Pont-Saint-Martin et Saint-Sébastien-sur-Loire.
- 5e circonscription : cantons de Carquefou, La Chapelle-sur-Erdre (sauf communes de Fay-de-Bretagne et Vigneux-de-Bretagne), Nantes-2 (partie du quartier Port-Boyer), Nantes-7 (sauf partie nord du quartier Doulon-Bottière) et Nort-sur-Erdre (sauf communes de Joué-sur-Erdre, Notre-Dame-des-Landes, Riaillé, Teillé et Trans-sur-Erdre), commune de Couffé
- 6e circonscription : cantons d'Ancenis-Saint-Géréon (sauf commune de Couffé), Châteaubriant et Guémené-Penfao, communes d'Avessac, Blain, Bouvron, Fay-de-Bretagne, Fégréac, Joué-sur-Erdre, Le Gâvre, Notre-Dame-des-Landes, Plessé, Riaillé, Saint-Nicolas-de-Redon, Teillé et Trans-sur-Erdre
- 7e circonscription : cantons de La Baule-Escoublac, Guérande et Pontchâteau (sauf communes d'Avessac, Fégréac, Plessé et Saint-Nicolas-de-Redon), commune de Besné
- 8e circonscription : cantons de Blain (sauf communes de Blain, Bouvron, Cordemais, Le Gâvre, Le Temple-de-Bretagne et Saint-Etienne-de-Montluc), Saint-Nazaire-1 et Saint-Nazaire-2 (sauf commune de Besné)
- 9e circonscription : cantons de Machecoul, Pornic, Saint-Brevin-les-Pins et Saint-Philbert-de-Grand-Lieu (sauf communes de Geneston, Le Bignon, Montbert et Pont-Saint-Martin)
- 10e circonscription : cantons de Clisson, Saint-Sébastien-sur-Loire (sauf commune de Saint-Sébastien-sur-Loire), Vallet et Vertou, communes de Geneston, Le Bignon et Montbert